# Hendrik Helmke
Hendrik Helmke (Winsen, 13 luglio 1987) è un ex calciatore tedesco, di ruolo centrocampista.

## Caratteristiche tecniche
È un centrocampista bravo tecnicamente, presente in zona-gol e in grado di fornire diversi assist.

## Carriera

### Club

#### Gli inizi in Germania
Helmke giocò, a livello giovanile, per Amburgo, Concordia Amburgo e Marschlande. Successivamente, militò nelle file del Maschen, nella Verbandsliga. Nel 2007, si trasferì al Lüneburger. Seguì poi un biennio al Lubecca, nella Regionalliga: esordì in squadra il 20 settembre 2008, subentrando a Dietmar Hirsch nel pareggio per 1-1 contro il Wolfsburg II.

#### Mariehamn, Sabah e Jaro
Svincolato, agli inizi del 2011 firmò per i finlandesi del Mariehamn. Debuttò nella Veikkausliiga il 2 maggio successivo, schierato titolare nella vittoria per 0-2 sul campo del MyPa. Il 10 giugno realizzò la prima rete, nella vittoria per 3-1 sullo Jaro.
Nel 2012, si trasferì ai malesi del Sabah. Il 19 febbraio 2013 ritornò in Finlandia, legandosi allo Jaro. Il 28 ottobre successivo, nonostante avesse lasciato il club in estate, fu nominato miglior giocatore stagionale della squadra.

#### Tromsø
Il 16 agosto 2013, passò ufficialmente ai norvegesi del Tromsø, a cui si legò con un contratto della durata di due anni e mezzo. Arrivò a titolo gratuito e scelse la maglia numero 28. Esordì nell'Eliteserien due giorni più tardi, sostituendo Josh Pritchard nella sconfitta casalinga per 1-2 contro l'Aalesund. A fine stagione, il Tromsø retrocesse nella 1. divisjon. Il giocatore risolse il contratto con il club dopo non essersi presentato alla ripresa degli allenamenti in vista del campionato 2014.

#### Ritorno in Finlandia
Il 18 marzo 2014 fece ufficialmente ritorno in Finlandia, per giocare allo Jaro, a cui si legò con un contratto annuale.

## Statistiche

### Presenze e reti nei club
Statistiche aggiornate al 28 marzo 2016.
| Stagione       | Club           | Campionato     | Campionato | Campionato | Coppe nazionali | Coppe nazionali | Coppe nazionali | Coppe continentali | Coppe continentali | Coppe continentali | Supercoppe | Supercoppe | Supercoppe | Totale | Totale |
| Stagione       | Club           | Comp           | Pres       | Reti       | Comp            | Pres            | Reti            | Comp               | Pres               | Reti               | Comp       | Pres       | Reti       | Pres   | Reti   |
| -------------- | -------------- | -------------- | ---------- | ---------- | --------------- | --------------- | --------------- | ------------------ | ------------------ | ------------------ | ---------- | ---------- | ---------- | ------ | ------ |
| 2006-2007      | Maschen        | VL             | 28         | 10         | CG              | ?               | ?               | -                  | -                  | -                  | -          | -          | -          | ?      | ?      |
| 2007-2008      | Lüneburger     | VL             | 26         | 6          | CG              | ?               | ?               | -                  | -                  | -                  | -          | -          | -          | ?      | ?      |
| 2008-2009      | Lubecca        | RL             | 27         | 0          | CG              | ?               | ?               | -                  | -                  | -                  | -          | -          | -          | ?      | ?      |
| 2009-2010      | Lubecca        | RL             | 24         | 0          | CG              | ?               | ?               | -                  | -                  | -                  | -          | -          | -          | ?      | ?      |
| Totale Lubecca | Totale Lubecca | Totale Lubecca | 51         | 0          |                 | ?               | ?               |                    | -                  | -                  |            | -          | -          | ?      | ?      |
| 2011           | Mariehamn      | VL             | 29         | 2          | CF+CdL          | 2+6             | 1+0             | -                  | -                  | -                  | -          | -          | -          | 37     | 3      |
| 2012           | Sabah          | MSL            | ?          | ?          | -               | -               | -               | -                  | -                  | -                  | -          | -          | -          | ?      | ?      |
| gen.-ago. 2013 | Jaro           | VL             | 21         | 4          | CF+CdL          | 0+4             | 0               | -                  | -                  | -                  | -          | -          | -          | 25     | 4      |
| ago.-dic. 2013 | Tromsø         | ES             | 9          | 0          | CN              | -               | -               | UEL                | 5                  | 0                  | -          | -          | -          | 14     | 0      |
| 2014           | Jaro           | VL             | 31         | 8          | CF+CdL          | 0+1             | 0               | -                  | -                  | -                  | -          | -          | -          | 32     | 8      |
| Totale Jaro    | Totale Jaro    | Totale Jaro    | 52         | 12         |                 | 5               | 0               |                    | -                  | -                  |            | -          | -          | 57     | 12     |
| gen. 2015      | Esteghlal      | PGPL           | 0          | 0          | -               | -               | -               | -                  | -                  | -                  | -          | -          | -          | 0      | 0      |
| gen.-giu. 2015 | Al-Ahly        | PL             | 0          | 0          | -               | -               | -               | -                  | -                  | -                  | -          | -          | -          | 0      | 0      |
| 2015-gen. 2016 | Al-Ahly        | PL             | 0          | 0          | -               | -               | -               | -                  | -                  | -                  | -          | -          | -          | 0      | 0      |
| Totale Al-Ahly | Totale Al-Ahly | Totale Al-Ahly | 0          | 0          |                 | -               | -               |                    | -                  | -                  |            | -          | -          | 0      | 0      |
| mar.-giu. 2016 | Al-Raed        | PL             | 0          | 0          | CPS             | -               | -               | -                  | -                  | -                  | -          | -          | -          | 0      | 0      |
| Totale         | Totale         | Totale         | ?          | ?          |                 | ?               | ?               |                    | 5                  | 0                  |            | -          | -          | ?      | ?      |